# アラゲウサギ
アラゲウサギ（粗毛兎、学名：Caprolagus hispidus）は、ウサギ科アラゲウサギ属に分類されるウサギ。本種のみでアラゲウサギ属を形成する。

## 分布
インド北部、ネパール南部

## 形態
体長47.6cm。尾長3-5.6cm。体重1.8-3.2kg。背面は暗褐色の粗い体毛で覆われる。腹面は白い体毛で覆われる。尾は背面が褐色、腹面は淡褐色の体毛で覆われる
耳介は短く、長さは5.6-7cm。上顎の臼歯は左右に6本ずつある。四肢は短い。爪は湾曲せず直線的。

## 生態
丈の高いガマやカヤなどからなる草原に生息するが、丈が高い草本が密生したサラソウジュからなる常緑広葉樹林、農耕地などにも生息する。群れは形成せず単独で生活する。夜行性。自ら巣穴を掘らないが、地面に空いた穴を利用する。
食性は植物食で、草を食べる。
繁殖形態は胎生。1-2月に1回に1頭の幼獣を産んだ例がある。

## 人間との関係
開発や放牧、野焼きによる生息地の破壊などにより生息数は激減している。インドでは法的に保護の対象とされている。